# Панделі Евандьєлі
Панделі Евандьєлі (1859 −1939) — албанський політичний діяч, двічі прем'єр-міністр Албанії. Він був першим православним християнином, що очолив албанський уряд.
Народився у Корчі у 1859 році.